# Olšava (dopływ Hornadu)
Olšava (także Oľšava) – rzeka we wschodniej Słowacji, lewy dopływ Hornadu w zlewisku Morza Czarnego. 
Olšava wypływa na wysokości 660 m n.p.m. pod szczytem Makovica w Górach Tokajsko-Slańskich. Płynie na południe wschodnim skrajem Kotliny Koszyckiej. W dolnym biegu silnie meandruje. Koło wsi Nižná Myšľa uchodzi do Hornadu. 

## Dopływy Olšavy (w kolejności od źródła do ujścia)
(P – pravostronny dopływ, L – lewostronny dopływ)
- Obadovský potok P
- Tuhrinský potok L
- Olšavka L
  - Šimonka P
- Jedľovec L
  - Červenica P
  - Lúčinský potok P
- Mokrý potok L
- Kostoliansky potok L
- Hrabovec L
- Boliarovský potok L
- Rankovský potok L
- Herliansky potok L
- Trstianka P
- Svinický potok L
  - Perlivý potok L
  - Bordiansky potok L
    - Jastrabec L

  - Halačovský potok L
  - Dúhový potok L
- Ďurkovský potok L
- Črepník L
- Bystrý potok L
  - Hlboký potok P
- Bohdanovský potok L
- Garbovský potok L
  - Kľúčiarovský potok L
    - Čuhovský potok L

  - Bradliansky potok L
- Bystrý potok L